# Whomp 'Em
Whomp 'Em est un jeu vidéo de genre action et plates-formes développé par la société Jaleco et sorti sur NES en 1991. C'est la version nord-américaine du jeu japonais Saiyūki World 2: Tenjōkai no Majin sorti en 1990.
Le jeu met en scène un améridien devant retrouver six éléments de sa tribu disséminés dans de multiples tableaux.

## Système de jeu
Whomp 'Em est un jeu action plateforme. Il utilise les mêmes mécaniques de jeu que la saga Mega Man sorti à la même époque.
Après avoir complété un premier niveau, le joueur pourra en compléter six autres dans l'ordre de son choix. Chacun se conclut par un combat contre un boss, dont la victoire permet au personnage de gagner un des éléments éparpillés, se révélant être une nouvelle arme.
Voici la liste des six tableaux à compléter :
- Sacred Woods (Les bois sacrés)
- Fire Test (Le test du feu)
- Ice Ritual (Le rituel de la glace)
- Secret Cliff (La falaise secrète)
- Water Test (Le test de l'eau)
- Magic Forest (La forêt magique)